# Ніколас Квінн (плавець)
Ніколас Квінн (3 червня 1993) — ірландський плавець.
Учасник Олімпійських Ігор 2016 року, де в попередніх запливах на дистанціях 100 і 200 метрів брасом посів 33-тє та 19-те місця й не потрапив до півфіналів.